# Talsperre Cíjara
Die Talsperre Cíjara (spanisch Presa de Cíjara) ist eine Talsperre mit Wasserkraftwerk in Spanien. Sie staut den Rio Guadiana, der hier die Grenze zwischen den Gemeinden Alía, Provinz Cáceres und Herrera del Duque, Provinz Badajoz bildet, zu einem Stausee auf. Die Talsperre dient sowohl der Stromerzeugung als auch der Bewässerung und Trinkwasserversorgung. Sie wurde 1956 fertiggestellt. Die Talsperre ist in Staatsbesitz und wird von Endesa Generacion S.A. betrieben.

## Absperrbauwerk
Das Absperrbauwerk ist eine Gewichtsstaumauer aus Beton mit einer Höhe von 80 (bzw. 81) m über der Gründungssohle. Die Mauerkrone liegt auf einer Höhe von 430 m über dem Meeresspiegel. Die Länge der Mauerkrone beträgt 295 m. Das Volumen der Staumauer beträgt 368.000 m³.
Die Staumauer verfügt sowohl über einen Grundablass als auch über eine Hochwasserentlastung. Über den Grundablass können maximal 240 m³/s abgeleitet werden, über die Hochwasserentlastung maximal 4.738 (bzw. 4760) m³/s. Das Bemessungshochwasser liegt bei 4760 m³/s.

## Stausee
Beim normalen Stauziel von 428 m erstreckt sich der Stausee über eine Fläche von rund 63,5 (bzw. 65,56 65,65 65,67 oder 66,43) km² und fasst 1,505 (bzw. 1,523 oder 1,67) Mrd. m³ Wasser; davon können 1,47 Mrd. m³ genutzt werden. Der Stausee erstreckt sich über eine Länge von 45 km.

## Kraftwerk
Die installierte Leistung des Kraftwerks beträgt 84 (bzw. 102,1) MW. Unterhalb der Staumauer befindet sich auf beiden Flussseiten jeweils ein Maschinenhaus (rechts 50,4 MW und links 51,7 MW). Die durchschnittliche Jahreserzeugung liegt bei 60 Mio. kWh. Die vier Generatoren leisten zusammen maximal 123,6 MVA.